# Viatcheslav Sinkevitch
Viatcheslav Igorevitch Sinkevitch (en russe : Вячеслав Игоревич Синькевич), né le 29 novembre 1991 à Novossibirsk, est un nageur russe en activité, spécialiste des épreuves de la brasse.

## Biographie
En 2012, il participe aux Jeux Olympiques de Londres où il échoue aux portes de la finale du 200 mètres brasse. Lors du relais 4 × 100 mètres 4 nages, il termine à la 6e place avec l'équipe de Russie.
En novembre de la même année, il va se distinguer pour la première fois au niveau international, en remportant le titre sur 200 mètres brasse lors Championnats d'Europe en petit bassin à Chartres. 
Puis en décembre, lors des Championnats du monde en petit bassin à Istanbul, il glane la médaille de bronze sur le 200 mètres brasse et la médaille d'argent sur le relais 4 × 100 mètres 4 nages en compagnie de Stanislav Donets, Nikolay Skvortsov et Vladimir Morozov.

## Palmarès

### Championnats du Monde
Petit bassin
- Championnats du monde en petit bassin 2012 à Istanbul ( Turquie) :
  -  Médaille de bronze sur 200 m brasse
  -  Médaille d'argent au titre du relais 4 × 100 m 4 nages

### Championnats d'Europe
Petit bassin
- Championnats d'Europe en petit bassin 2011 à Szczecin ( Pologne) :
  -  Médaille d'argent sur 200 m brasse
- Championnats d'Europe en petit bassin 2012 à Chartres ( France) :
  -  Médaille d'or sur 200 m brasse